# Saint-Martin-de-Castillon
Saint-Martin-de-Castillon è un comune francese di 768 abitanti situato nel dipartimento della Vaucluse della regione della Provenza-Alpi-Costa Azzurra.

## Società

### Evoluzione demografica
Abitanti censiti